# عازفة العود
عازفة العود هي لوحة من ح. 1612-1615 للفنان الإيطالي أوراتسيو جنتيلسكي (1563–1639) تصور امرأة شابة في زي ذهبي تعزف على العود.

## خلفية
تواصل جنتيلسكي مع الرسام الإيطالي كارافاجيو (1571–1610) خلال الفترة التي قضاها جنتيلسكي في روما أوائل عقد 1600. اعتمد أسلوب كارافاجيو في الرسم من الحياة باستخدام الضوء المأساوي واعتبر واحداً من رواد الكرافاجية. ومع ذلك، فقد طور أسلوبه الفني باستخدام الدرجات اللونية الخافتة الناعمة.

## وصف اللوحة

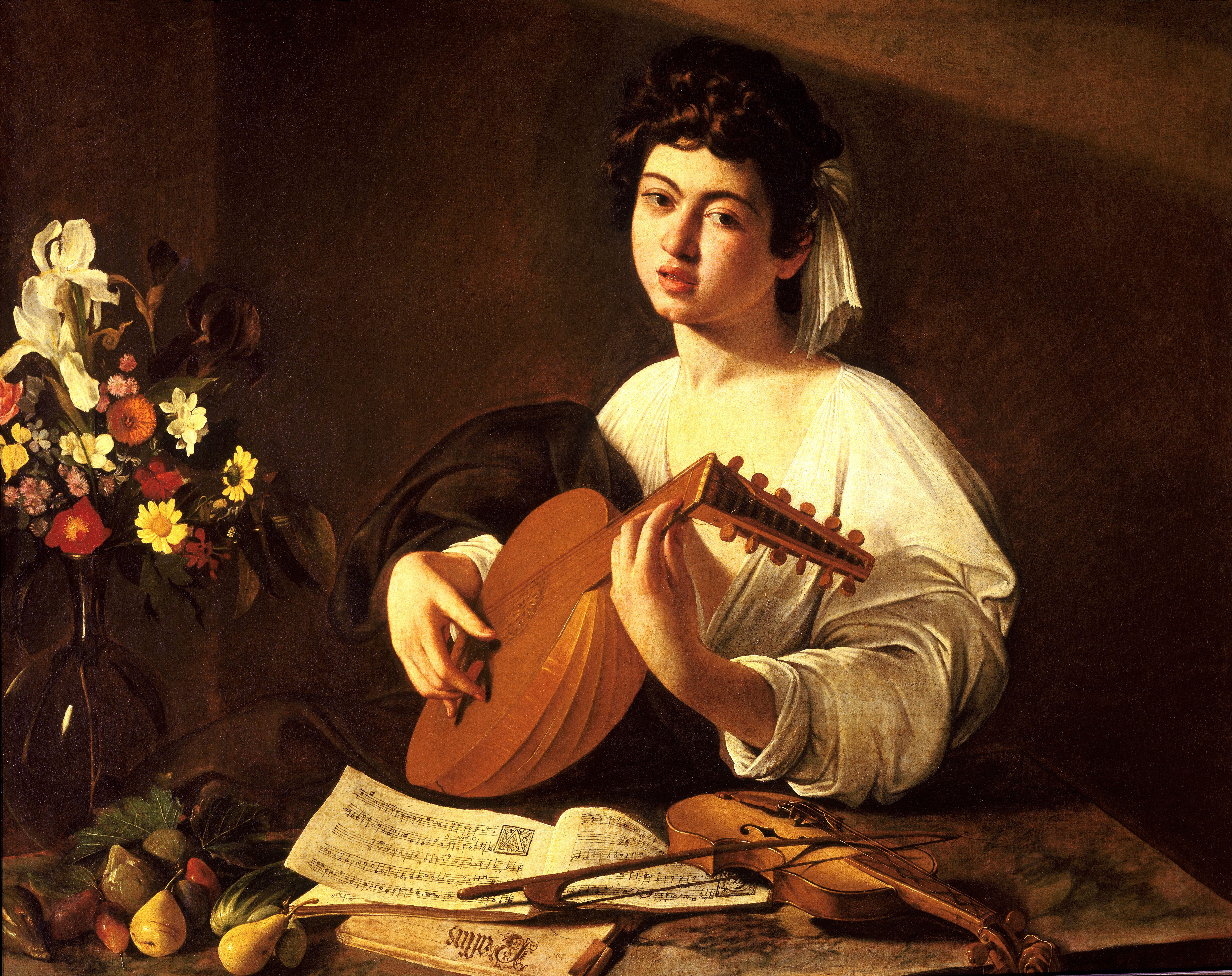
عازفة العود لكرافاجيو، ح. 1600، متحف هيرميتاج.

تصور لوحة عازفة العود امرأة شابة في رداء ذهبي ممسكة بعود مشيحة بوجهها عن الناظر، ومركزة انتباهها على الآلة ذات التسعة عشر وتراً ومنصتة باههتمام لنوتة موسيقية. ربما كانت تقوم بضبط أوتار العود تحسباً لحفلة موسيقية، كما هو واضح من خلال مجموعة متنوعة من المسجلات، والكورنيتو والكمان، وكتب الأغاني الملقاة أمامها على الطاولة. يمكن اعتبارها مشهد نوعي أو بورتريه، لكن لأن الكثير من اللوحات في ذلك الوقت كانت تحتوي على بعض الرسائل الاستعارية، يمكن اعتبارها أيضاً استعارة لسماع أو تصوير لهارمونيا، إلهة الانسجام والتوافق اليونانية.

## التأثيرات
تأثرة لوحة عازفة العود بالمشاهد النوعية المبكرة لكرافاجيو، خاصة اللوحة التي رسمها كرافاجيو ح. عام 1600 والتي تحمل نفس الاسم والموجودة في متحف اهيرميتاج. بدورها، كانت لوحة جنتيلسكي مصدر إلهام للوحة التي رسمها جوزيبي كرسبي ح. 1700–1705 امرأة تعزف العود.